# جيرالد دراموند
جيرالد دراموند (بالإسبانية: Gerald Drummond)‏ (8 سبتمبر 1976 في كوستاريكا - ) هو مدرب كرة قدم ولاعب كرة قدم كوستاريكي في مركز الهجوم. شارك مع منتخب كوستاريكا لكرة القدم. أما مع النوادي، فقد لعب مع ديبورتيفو سابريسا ونادي رامونينسي ونادي هيريديانو.

## وصلات خارجية
- جيرالد دراموند على موقع الاتحاد الدولي (مؤرشف)  (الإنجليزية)
- جيرالد دراموند على موقع قاعدة بيانات كرة القدم.إي يو (الإنجليزية)
- جيرالد دراموند على موقع ناشيونال فوتبول تيمز (الإنجليزية)